# Кільця Сатурна

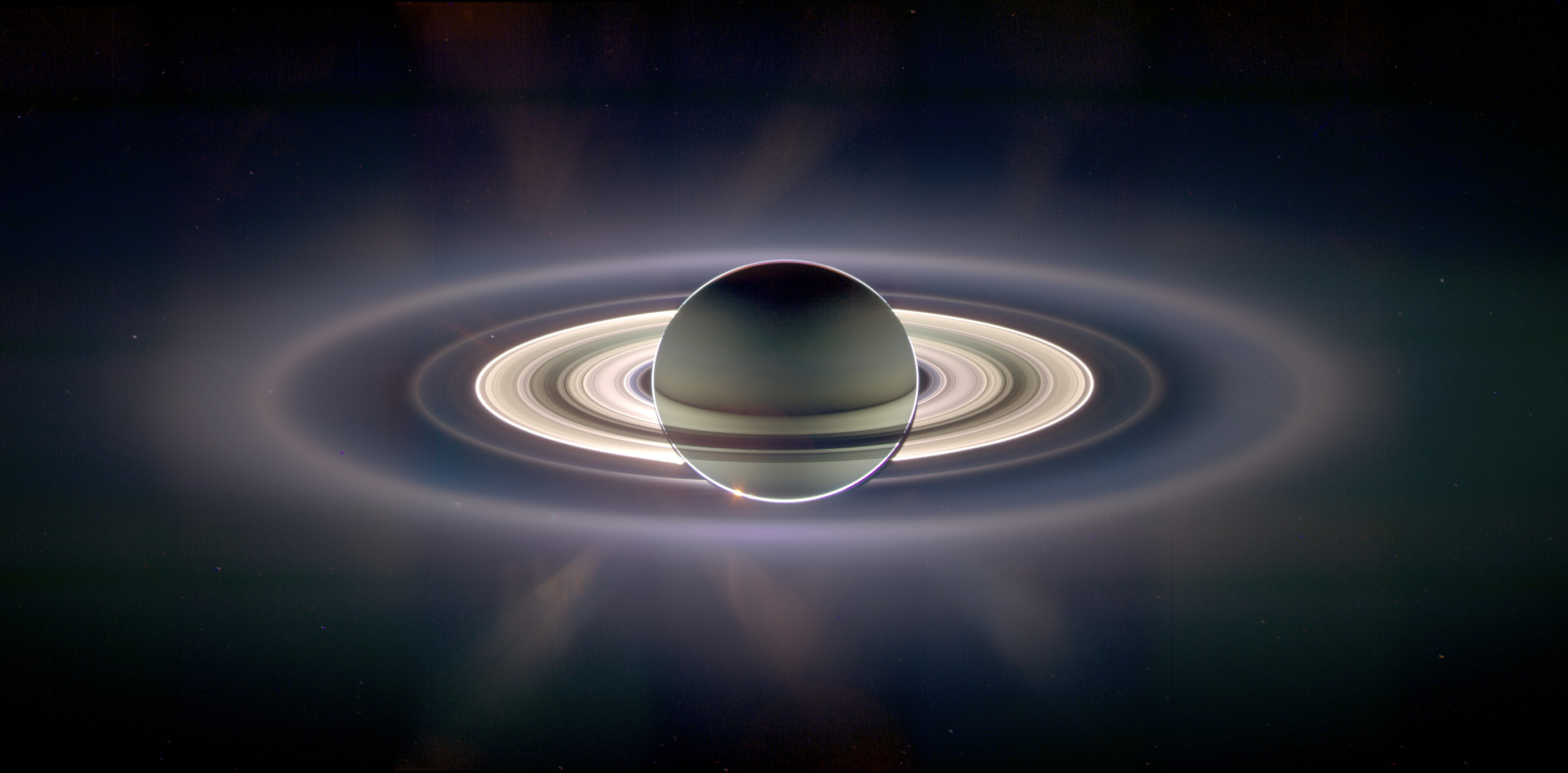
Повний набір кілець, знятий зондом Кассіні 15 вересня 2006 року (яскравість була штучно збільшена для наочності)

Кі́льця Сату́рна — концентричні утворення різної яскравості, які ніби вкладені одне в одне, і створюють єдину плоску систему невеликої товщини, розташовану в екваторіальній площині Сатурна. Кільце навколо Сатурна вперше спостерігав Галілео Галілей у 1610 році, але через низьку якість телескопу він сприйняв і описав видимі по краях планети частини кільця як дві менші планети (супутники) з кожного боку головної сфери Сатурна.

## Природа кілець
Правильний опис кільця Сатурна дав Християн Гюйгенс (1659), а Джованні Кассіні незабаром показав, що воно складається з двох концентричних складових — кілець A і B, розділених темним проміжком (так званою «щілиною Кассіні»). Набагато пізніше німець Йоганн Ґалле (1838) і американський астроном Вільям Бонд відкрили внутрішнє кільце C, що слабо світилося, а в 1969 році було виявлено ще слабкіше і ближче до планети кільце D.
Яскравість кільця D не перевищує 1/20 яскравості найяскравішого кільця — кільця B. Кільця розташовані на таких відстанях від планети: A — від 138 до 120 тис. км, B — від 116 до 90 тис. км, C — від 89 до 75 тис. км і D — від 71 тис. км і майже до поверхні Сатурна.
Природа кілець Сатурна стала ясною після того, як англійський фізик Джеймс Клерк Максвелл (у 1859 році) і російська математикиня Софія Ковалевська (у 1885 році) різними методами довели, що стійким існування кільця навколо планети може бути, лише якщо воно складається із сукупності окремих малих тіл: суцільне тверде або рідке кільце було б розірване силою тяжіння планети.
Цей теоретичний висновок наприкінці XIX ст. був емпірично підтвердили незалежно один від одного Аристарх Бєлопольським (Російська імперія), Дж. Кілер (США) і А. Деландром (Франція), які сфотографували спектр Сатурна за допомогою щілистого спектрографа і на основі ефекту Доплера — Фізо виявили, що зовнішні частини кільця Сатурна обертаються повільніше, ніж внутрішні. Виміряні швидкості виявилися рівними тим, які мали б супутники Сатурна, якби вони перебували на тих же відстанях від планети.

## Вік кілець
Автоматичний космічний апарат «Кассіні — Гюйгенс», який був запущений у 1997 році, досяг Сатурна у 2004 році та вийшов на орбіту навколо планети, де залишався до кінця місії у 2017 році. Одним з наукових інструментів на борту космічного апарата був аналізатор космічного пилу (CDA). Використовуючи дані, які зібрав CDA, вчені порівняли поточну кількість пилу в космосі навколо Сатурна з розрахунковою масою темного пилового матеріалу в кільцях. Дослідники виявили, що кільця мають вік не старше 400 мільйонів років і можуть бути молодшими, до 100 мільйонів років. Цей вік може здатися тривалим часовим масштабом, але він становить лише 1/10 частину від 4,5 мільярдів років існування Сонячної системи. Це також означає, що кільця не утворилися одночасно з Сатурном або іншими планетами Сонячної системи. З точки зору космології, кільця є нещодавнім доповненням до Сонячної системи. Понад 90 % часу існування Сатурна їх у нього не було.
Апарат «Кассіні — Гюйгенс» також зафіксував, що кільця Сатурна кожної секунди втрачають тонни своєї маси. Це відбувається з причини того, що кільця, в основному, складаються з льоду, і лише невелика їх частка — це кам'яний пил, утворений у космосі осколками астероїдів і мікрометеороїдами. Шматочки, схожі на піщинки, стикаються з частинками в кільцях Сатурна. Коли метеороїди проникають у кільця, вони швидко штовхають матеріал усередині внутрішніх кілець до поверхні планети. За оцінками дослідників, кільця існуватимуть щонайбільше ще декілька сотень мільйонів років та з часом — зникнуть.

## Склад

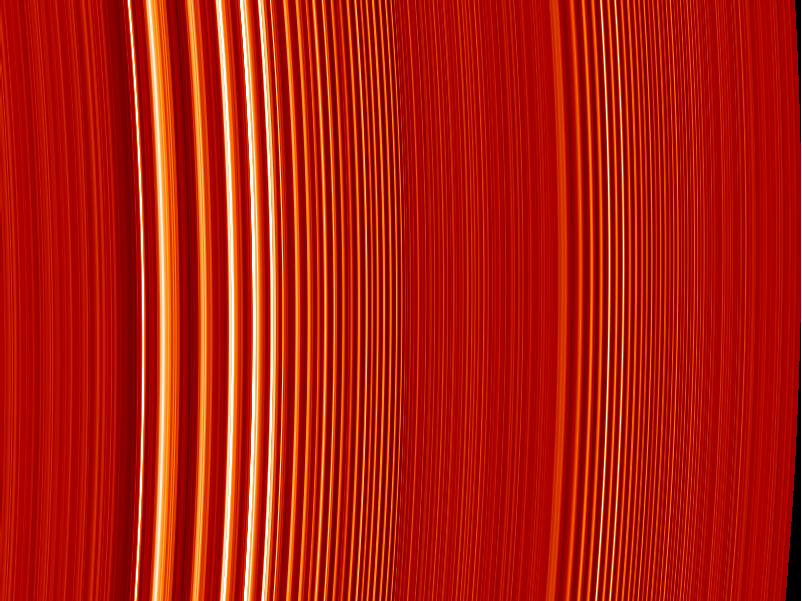
Складна структура: кільця складаються з окремих хвиль

Протягом 29,5 року із Землі кільця Сатурна двічі видні в максимальному розкритті і двічі наступають періоди, коли Сонце і Земля перебувають в площині кілець, і тоді кільця або освітлюють Сонцем «з ребра», або воно для земного спостерігача видно «з ребра». У цей період кільця майже зовсім не видні, що свідчить про їх дуже малу товщину. Різні дослідники, ґрунтуючись на візуальних і фотометричних спостереженнях і їх теоретичній обробці, приходять до висновку, що середня товщина кілець становить від 10 см до 10 км. Кільце такої товщини побачити із Землі «з ребра» неможливо. Розміри твердих тіл в кільцях оцінюються від 10−1 до 103 см із переважанням брил діаметром близько 1 м, що підтверджується і спостережуваним віддзеркаленням радіохвиль від кілець Сатурна.
Хімічний склад речовини кілець, імовірно, однаковий у всіх чотири складових, різний у них тільки ступінь заповнення простору брилами. Спектр кілець Сатурна істотно відмінний від спектра самого Сатурна і Сонця, що їх освітлює; спектр указує на підвищену відбивну здатність кілець у ближній інфрачервоній області (2,1 і 1,5 мкм), що відповідає віддзеркаленню від льоду H2O. Можна вважати, що тіла, що створюють кільця Сатурна, або покриті льодом або інеєм, або складаються з льоду. У останньому випадку масу всіх кілець можна оцінити в 1024 г, тобто на 5 порядків менше маси самої планети. Температура кілець Сатурна, мабуть, близька до рівноважної, тобто до 80 К. За останніми даними, кільця Сатурна швидко еволюціонують. Порівняння знімків «Кассіні» і «Вояджерів» виявило істотні зміни, наприклад, кільце D стало тьмянішим.

## Кільце Феби

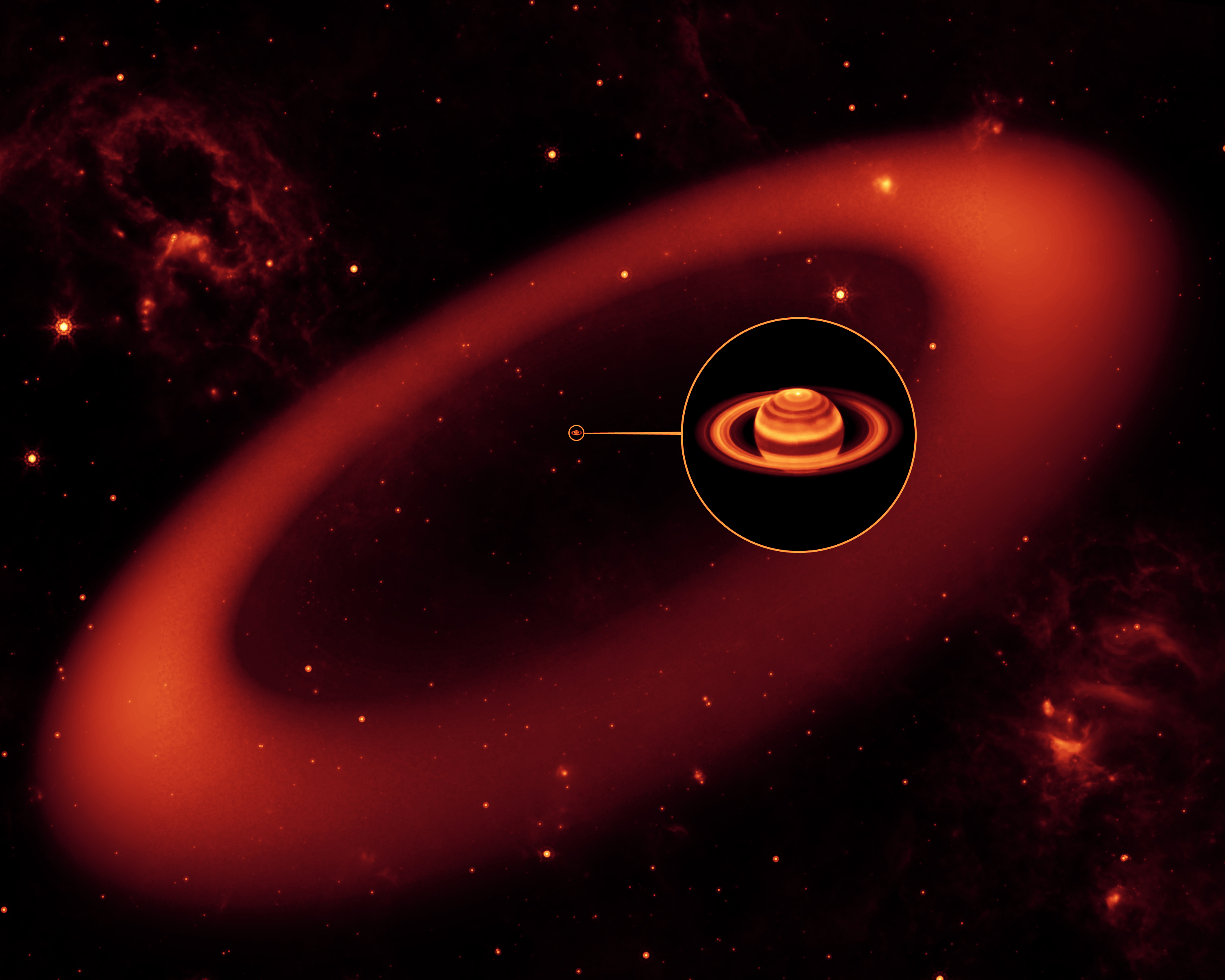
Художнє зображення відкритого кільця відносно планети з відомими кільцями

6 жовтня 2009 року було оголошено про відкриття нового, гігантського і ніколи не баченого доти кільця Сатурна. Його виявив американський інфрачервоний космічний телескоп «Спітцер». Порівняльно тонке кільце з крижаних частинок і пилу розташовано на самому краю Сатурніанської системи, близько до орбіти супутника Феба, і нахилено на 27 ° відносно основного поясу кілець. Нове виявлене кільце починається за 6 млн км від поверхні Сатурна і розтягнуте ще на 12 млн км від неї, це приблизно від 128 до 207 радіусів Сатурна. Температура кільця становить −193 °C.

## Цікаві факти
- Оцінка товщини кілець — від 10 м[5] до 1 км[6]. У першому випадку вони б були, можливо, найплоскішими об'єктами, які знає людина, адже їхня ширина загалом понад 300 000 км.